# 82-es vízibusz (Velence)
A velencei megszűnt 82-es jelzésű vízibusz a San Zaccaria és a San Marco (nyáron Lido, Santa Maria Elisabetta) között közlekedett. A viszonylatot az ACTV üzemeltette.

## Története
A járat 1995-ben indult az akkoriban megszűnt 2-es és 8-as járatok összevonásából. Eredetileg a San Marcótól a Giudecca-csatornán megállás nélkül, gyorsjáratként közlekedett a Tronchettóig, később ezen a szakaszon is megálltak a járatok.
1997-től a járatot felosztották és színekkel jelölték a család különböző viszonylatait, de néhány év múlva ezt a felosztást megszüntették.
A járat 2008-ban szűnt meg, helyét a 2-es vízibusz vette át, ugyanazon az útvonalon és megállókkal, mivel csak egyszerű átszámozás történt.
A 82-es járat története:
| Időszak     | Járat- szám | Megállók |
| ----------- | ----------- | --- |
| 1978 – 1982 | 2           | Rialto – Ferrovia (Scalzi) – Piazzale Roma – San Samuele – Accademia – San Marco (Vallaresso) – San Zaccaria (Danieli) – Sant’Elena – Lido, Santa Maria Elisabetta |
| 1983 – 1986 | 2           | Rialto – Ferrovia (Scalzi) – Piazzale Roma – San Samuele – Accademia – San Marco (Vallaresso) – San Zaccaria (Danieli) – Sant’Elena – Lido, Santa Maria Elisabetta |
| 1983 – 1986 | 8           | San Zaccharia (Jolanda) – San Giorgio – Zitelle – Redentore – Giudecca – Zattere – Sant’Eufemia – Zattere – San Basilio – Sacca Fisola – Santa Marta |
| 1987 – 1991 | 2           | Rialto – Ferrovia (Scalzi) – Piazzale Roma – San Samuele – Accademia – San Marco (Vallaresso) – San Zaccaria (Danieli) – Sant’Elena – Lido, Santa Maria Elisabetta |
| 1987 – 1991 | 8           | San Zaccharia (Jolanda) – San Giorgio – Zitelle – Redentore – Giudecca – Zattere – Sant’Eufemia – Zattere – San Basilio – Sacca Fisola – Santa Marta – Tronchetto B – Tronchetto A |
| 1991 – 1995 | 2           | Rialto – Ferrovia (Scalzi) – Piazzale Roma – San Samuele – Accademia – San Marco (Vallaresso) – San Zaccaria (Danieli) – Sant’Elena – Lido, Santa Maria Elisabetta – Lido, Casinò |
| 1991 – 1995 | 8           | San Zaccharia (Jolanda) – San Giorgio – Zitelle – Redentore – Giudecca – Zattere – Sant’Eufemia – Zattere – San Basilio – Sacca Fisola – Santa Marta – Tronchetto B – Tronchetto A |
| 1995 – 1996 | 82          | San Marco (Giardinetti) – Tronchetto – Piazzale Roma (Santa Lucia) – San Marcuola – Rialto – San Tomà – San Samuele – Accademia – San Marco (Giardinetti) – San Zaccaria (Danieli) – Giardini Biennale – Lido, Santa Maria Elisabetta |
| 1997 – 1998 | 82 rosso    | San Zaccharia (Jolanda) – San Giorgio – Zitelle – Redentore – Palanca – Sant’Eufemia – Zattere – San Basilio – Sacca Fisola – Tronchetto – Piazzale Roma – Ferrovia (Santa Lucia) – San Marcuola – Rialto – San Tomà – Accademia – San Marco (Giardinetti) – San Zaccaria (Danieli) – Giardini – Sant’Elena – Lido, Santa Maria Elisabetta |
| 1997 – 1998 | 82 verde    | San Zaccharia (Iolanda) – San Giorgio – Zitelle – Redentore – Palanca – Sant’Eufemia – Zattere – San Basilio – Sacca Fisola – Santa Marta |
| 1997 – 1998 | 82/         | Tronchetto – Piazzale Roma – Ferrovia (Santa Lucia) – San Marcuola – Rialto |
| 1999 – 2007 | 82          | San Zaccharia (Jolanda) – San Giorgio – Zitelle – Redentore – Palanca – Zattere – San Basilio – Sacca Fisola – Tronchetto – Piazzale Roma – Ferrovia – San Marcuola – Rialto – San Tomà – San Samuele – Accademia – San Marco (Vallaresso) – San Zaccaria (Danieli) – Giardini – Lido, Santa Maria Elisabetta                              |

## Megállóhelyei
| sz. | idő (perc) | megállóhely neve             | sz. | idő (perc) | látnivalók                                                                                        |
| --- | ---------- | ---------------------------- | --- | ---------- | ------------------------------------------------------------------------------------------------- |
| 0   | 0          | San Zaccaria                 | 19  | 85         | Szent Márk tér, Dózsepalota, San Zaccaria                                                         |
| 1   | 3          | San Giorgio                  | 18  | 82         | San Giorgio                                                                                       |
| 2   | 6          | Zitelle                      | 17  | 79         | Le Zitelle                                                                                        |
| 3   | 9          | Redentore                    | 16  | 76         | Il Redentore                                                                                      |
| 4   | 11         | Palanca                      | 15  | 74         |                                                                                                   |
| 5   | 15         | Zattere                      | 14  | 70         | Zattere, Gesuati, Santa Maria della Visitazione                                                   |
| 6   | 17         | San Basilio                  | 13  | 68         | (nemzetközi kikötő), San Basilio                                                                  |
| 7   | 20         | Sacca Fisola                 | 12  | 65         |                                                                                                   |
| 8   | 28         | Tronchetto                   | 11  | 57         |                                                                                                   |
| 9   | 38         | Piazzale Roma                | 10  | 47         |                                                                                                   |
| 10  | 42         | Ferrovia                     | 9   | 43         | Scalzi                                                                                            |
| 11  | 47         | San Marcuola                 | 8   | 38         | Casinò, San Marcuola, Palazzo Corner-Contarini                                                    |
| 12  | 52         | Rialto                       | 7   | 33         | Rialto, Fondaco dei Tedeschi                                                                      |
| 13  | 59         | San Tomà                     | 6   | 26         | San Tomà, Palazzo Persico                                                                         |
| 14  | 61         | San Samuele                  | 5   | 24         | San Samuele, Palazzo Grassi                                                                       |
| 15  | 64         | Accademia                    | 4   | 21         | Accademia, Palazzo Contarini Zaffo, Palazzo degli Scrigni, Palazzo Cini, Palazzo Venier dei Leoni |
| 16  | 68         | San Marco                    | 3   | 17         | Szent Márk tér, Dózsepalota, Harry’s Bar, Palazzo Giustinian, Palazzo Tiepolo                     |
| 17  | 73         | San Zaccaria                 | 2   | 12         | Szent Márk tér, Dózsepalota, San Zaccaria                                                         |
| 18  | 79         | Giardini                     | 1   | 6          | Giardini Biennale                                                                                 |
| 19  | 85         | Lido, Santa Maria Elisabetta | 0   | 0          | Santa Maria Elisabetta                                                                            |

A dőlttel jelzett megállókat csak a nyári időszakban érintette.